# 東上野
東上野（日语：／ Higashi-ueno */?）是東京都台東區的地名，一丁目至五丁目為下谷地域，六丁目屬淺草地域。

## 地理
位於台東區中央。東鄰松谷、元淺草，南接台東，西通上野，北連北上野。
町域內有台東區役所在內的多棟行政機關，主要為住商混合地。西部昭和通沿線鄰近上野站與御徒町站，為上野繁華街的一部分。昭和通東側附近有燒肉店、泡菜店等韓國料理店家、食材店林立的「泡菜橫丁」，是台東區有名的小韓國城。
南北向的清洲橋通將町域分為東西兩側，也是台東區前身的舊下谷區與舊淺草區區境。

## 歷史
1964年（昭和39年）實施新住居表示，西町、御徒町三丁目、南稻荷町、車坂町、永住町合併為現行的東上野一～三丁目。1965年（昭和40年）神吉町、萬年町一丁目、北稻荷町、清島町合併為現行的東上野四～六丁目。

### 地名由來
因位於上野站東側而得名。

## 交通
西北部昭和通有上野站出入口，東部淺草通下有地下鐵銀座線稻荷町站が、西南部昭和通下有地下鐵日比谷線仲御徒町站與都營大江戶線上野御徒町站（也鄰近JR線御徒町站）。東南端春日通下有都營大江戶線與筑波快線新御徒町站。

## 設施

### 官公廳
| 台東區役所               | 東上野四丁目5番6號   |
| 台東區社會教育中心       | 東上野六丁目16番8號  |
| 台東區社會福祉事業團     | 東上野二丁目25番14號 |
| 台東區立東上野區民館     | 東上野三丁目24番6號  |
| 台東保健所               | 東上野四丁目22番8號  |
| 上野警察署               | 東上野四丁目2番4號   |
| 上野消防署               | 東上野五丁目2番9號   |
| 台東區立圖書館健康圖書室 | 東上野四丁目22番8號  |
| 台東區立西町公園         | 東上野二丁目23番1號  |

### 東京地下鐵
| 東京地下鐵本社           | 東上野三丁目19番6號                        |
| 稻荷町站                 | 東上野三丁目33番11號                       |
| 上野站（僅日比谷線）     | 東上野三丁目19番6號                        |
| 上野檢車區（銀座線車庫） | 東上野四丁目25番1號                        |
| METRO COMMERCE           | 東上野六丁目9番3號 住友不動産上野ビル8號館 |

### 醫院
| 永壽總合醫院 | 東上野二丁目23番16號 |
| 上野醫院     | 東上野三丁目23番4號  |

### 寺社
| 下谷神社 | 東上野三丁目29番8號  |
| 淨正寺   | 東上野六丁目6番2號   |
| 源隆寺   | 東上野六丁目15番11號 |
| 光照寺   | 東上野六丁目14番10號 |
| 西岸寺   | 東上野六丁目15番5號  |
| 成就院   | 東上野三丁目32番15號 |
| 淨林寺   | 東上野六丁目17番15號 |
| 真覺寺   | 東上野六丁目17番18號 |
| 真照寺   | 東上野六丁目6番1號   |
| 宗源寺   | 東上野五丁目1番6號   |
| 長善寺   | 東上野六丁目6番13號  |
| 德雲院   | 東上野四丁目1番4號   |
| 永昌寺   | 東上野五丁目1番2號   |
| 西光寺   | 東上野六丁目15番6號  |
| 西照寺   | 東上野六丁目2番4號   |
| 宋雲院   | 東上野四丁目1番12號  |
| 正行寺   | 東上野六丁目15番14號 |
| 源空寺   | 東上野六丁目19番2號  |
| 龍谷寺   | 東上野五丁目5番21號  |
| 報恩寺   | 東上野六丁目13番13號 |

### 學校
| 台東區立上野小學校           | 東上野六丁目16番8號  |
| 上野學園中學校、高等學校     | 東上野四丁目24番12號 |
| 上野學園大學短期大學部       | 東上野四丁目24番12號 |
| 上野保育園                   | 東上野六丁目20番7號  |
| 台東區立東上野保育園         | 東上野二丁目25番12號 |
| 東上野乳兒保育園             | 東上野四丁目22番8號  |
| 下谷醫師會立看護高等專修學校 | 東上野三丁目38番1號  |

### 企業
| AD EAGLE（アド・イーグル）   | 東上野一丁目7番15號                        |
| 白金萬年筆（プラチナ萬年筆） | 東上野二丁目5番10號                        |
| 笠倉出版社                   | 東上野二丁目8番7號 笠倉大樓                |
| 白元                         | 東上野二丁目21番14號                       |
| Olympia（オリンピア）        | 東上野二丁目11番7號                        |
| 平和                         | 東上野二丁目22番9號 平和第一大樓           |
| 柵木藝能社（マセキ芸能社）   | 東上野四丁目6番5號                         |
| 紐朗（ニューロング）         | 東上野六丁目4番14號                        |
| 住電日立電纜                 | 東上野六丁目9番3號 住友不動產上野大樓8號館 |

### 銀行、郵便局
| 下谷神社前郵便局        | 東上野三丁目29番8號  |
| 東上野六郵便局          | 東上野六丁目19番11號 |
| 東京都民銀行御徒町支店  | 東上野一丁目7番15號  |
| 三菱東京UFJ銀行上野支店 | 東上野一丁目14番4號  |
| 瑞穗銀行稻荷町支店      | 東上野五丁目1番5號   |
| 常陽銀行上野支店        | 東上野三丁目18番4號  |

## 備註
1. ↑  住民基本台帳による町丁名別世帯人口数 平成２５年８月１日現在[永久]

## 外部連結
- 台東區官方網站